# 克里语
克里语（英文：Cree language，平原克里語：Nēhiyawēwin / ᓀᐦᐃᔭᐍᐏᐣ）是一系列联系密切的阿尔冈昆语族方言连续体。主要使用在加拿大北部，使用人数约117,000人，是加拿大使用人数最多的原住民语言。克里语与其他八种美洲原住民语言在加拿大西北地区拥有官方语言地位。

## 语法
与很多美洲原住民语言相似的是，克里语同样是十分复杂的多式综合语。克里语可组出很长的单词，例如在克里语Nēhiyawēwin－Nēhiyawēmowin方言中，“学校”一词是 kiskinohamātowikamik，字面意思为“通过例子而了解事物的地方”。

## 外部連結
- The Cree-Innu linguistic atlas （页面存档备份，存于）
- The Gift of Language and Culture website
- Nehinawe: Speak Cree（页面存档备份，存于）